# Gloeocystidiellum lojanense
Gloeocystidiellum lojanense es un hongo resupinado del género Gloeocystidiellum, fue descubierto la ciudad de Loja (sector de Cajanuma del Parque Nacional Podocarpus en el sur de Ecuador) en el 2023.
El hongo descubierto por científicos locales posee propiedades antibacterianas y se ha realizado estudios con bacterias de interés clínicos como: Escherichia coli, Serratia sp., y Klebsiella sp.